# Justicia iochila
Justicia iochila är en akantusväxtart som beskrevs av Gottfried Wilhelm Johannes Mildbraed. Justicia iochila ingår i släktet Justicia och familjen akantusväxter. Inga underarter finns listade i Catalogue of Life.